# Vaterpolska reprezentacija SAD-a
Vaterpolska reprezentacija SAD-a predstavlja državu SAD u športu vaterpolu.

## Sastavi
- OI 2008.: Tony Azevedo, Ryan Bailey, Brandon Brooks, Peter Hudnut, Tim Hutten, J. W. Krumpholz, Rick Merlo, Merrill Moses, Jeff Powers, Jesse A. Smith, Peter Varellas, Adam Wright, Layne Beaubien
izbornik: Terry Schroeder
- SP 2019.: Alex Wolf, Johnny Hooper, Marko Vavic, Alex Obert, Ben Hallock, Luca Cupido, Hannes Daube, Matthew Farmer, Alex Bowen, Chancellor Ramirez, Jesse Smith, Max Irwing, Drew Holland; izbornik Dejan Udovičić

## Uspjesi
(po stanju u rujnu 2006.)

## Nastupi na velikim natjecanjima

### Olimpijske igre
Zlatno, srebrno i brončano odličje triju američkih postava na OI 1904. u St. Louisu: New York Athletic Club-a, Chicago Athletic Association-a i Missouri Athletic Club-a.
- 1920.: 4. mjesto
- 1924.:  bronca
- 1928.: četvrtzavršnica
- 1932.:  bronca
- 1936.: 9. – 16. mjesto
- 1948.: 9. – 12. mjesto
- 1952.: 4. mjesto
- 1956.: 5. mjesto
- 1960.: 7. mjesto
- 1964.: prvi krug
- 1968.: 5. mjesto
- 1972.:  bronca
- 1984.:  srebro
- 1988.:  srebro
- 1992.: 4. mjesto
- 1996.: 7. mjesto
- 2000.: 6. mjesto
- 2004.: 7. mjesto
- 2008.:  srebro
- 2012.: 8. mjesto
- 2016.: 10. mjesto
- 2020.: 6. mjesto

### Svjetska prvenstva
- 1973.: 5. mjesto
- 1975.: 8. mjesto
- 1978.: 5. mjesto
- 1982.: 6. mjesto
- 1986.: 4. mjesto
- 1991.: 4. mjesto
- 1994.: 6. mjesto
- 1998.: 7. mjesto
- 2001.: 7. mjesto
- 2003.: 6. mjesto
- 2005.: 11. mjesto
- 2007.: 9. mjesto
- 2009.: 4. mjesto
- 2011.: 6. mjesto
- 2013.: 9. mjesto
- 2019.: 9. mjesto
- 2022.: 6. mjesto

### Svjetski kupovi
- 1979.:  srebro
- 1981.: 4. mjesto
- 1983.: 4. mjesto
- 1985.:  srebro
- 1987.: 4. mjesto
- 1989.: 8. mjesto
- 1991.:  zlato
- 1993.: 4. mjesto
- 1995.: 4. mjesto
- 1997.:  zlato
- 1999.: 6. mjesto
- 2002.: 7. mjesto
- 2010.: 4. mjesto
- 2014.: 4. mjesto
- 2018.: 6. mjesto

### Svjetske lige
- 2003.:  bronca
- 2004.: 6. mjesto
- 2005.: poluzavršna skupina
- 2006.: 5. mjesto
- 2007.: 5. mjesto
- 2008.:  srebro
- 2009.: 4. mjesto
- 2010.: 5. mjesto
- 2011.: 4. mjesto
- 2012.: 4. mjesto
- 2013.: 4. mjesto
- 2014.: 5. mjesto
- 2015.: 4. mjesto
- 2016.:  srebro
- 2017.: 4. mjesto
- 2018.: 7. mjesto
- 2020.:  srebro

## Poznati igrači
- Johnny Weissmüller, najpoznatiji glumac od svih koji su ikad glumili Tarzana

## Poznati treneri
- Ratko Rudić
- Dejan Udovičić